# Allotinus major
The Major Darkie Allotinus major (Felder & Felder, 1865) là một loài bướm cỡ nhỏ có ở Sulawesi, that belongs tới Lycaenids hoặc Blues family.

## Range
Sulawesi, Kep. Sangihe, Kep. Banggai (Peleng) and Kep. Sula (Mangole).

## Phân loại
Along with Allotinus maximus this species forms the major-group of Allotinus, which is restricted to the Sulawesi Region.

## Hình ảnh

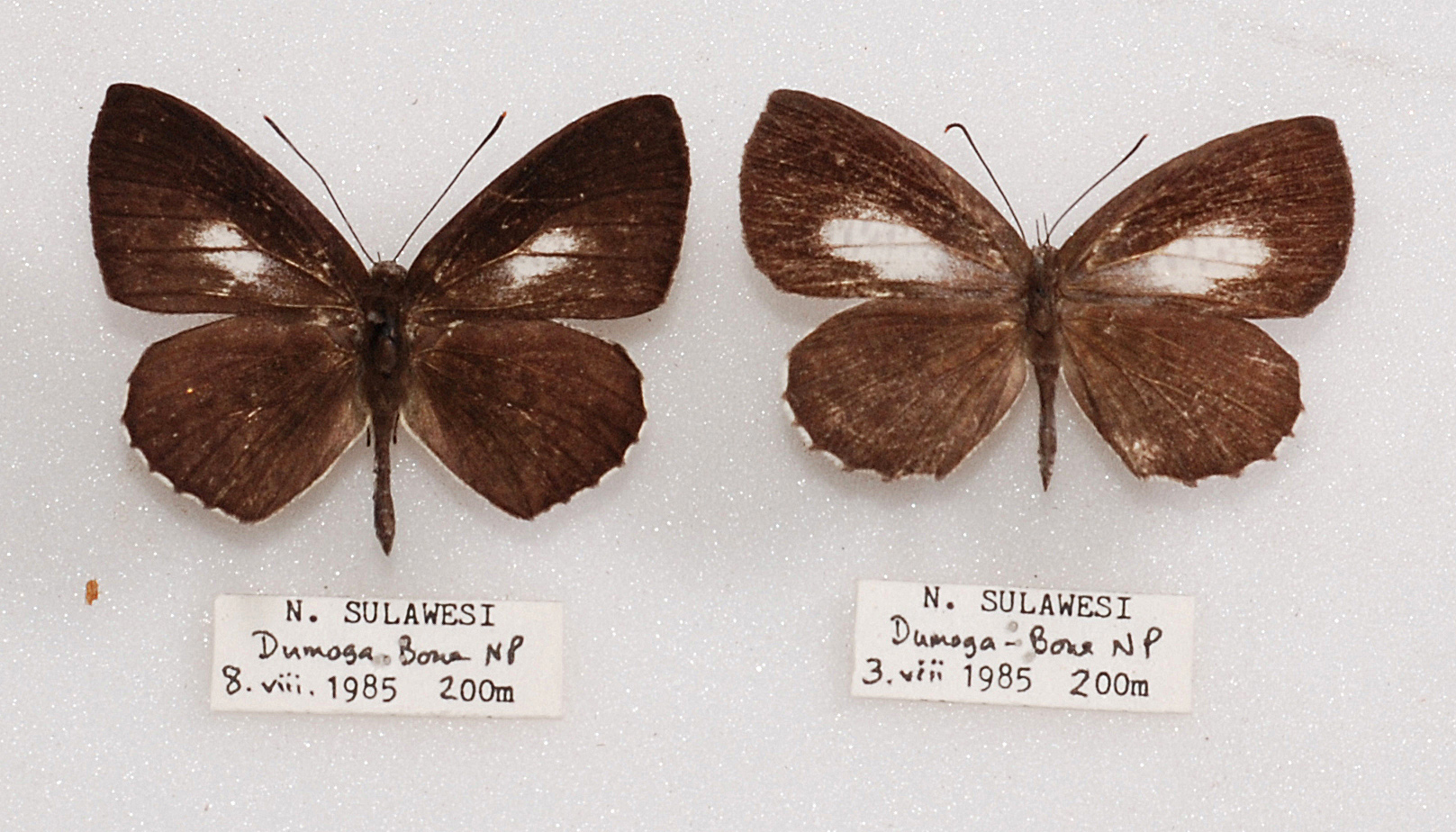
Upperside, male (left) and female, N. Sulawesi, Alan Cassidy collection.
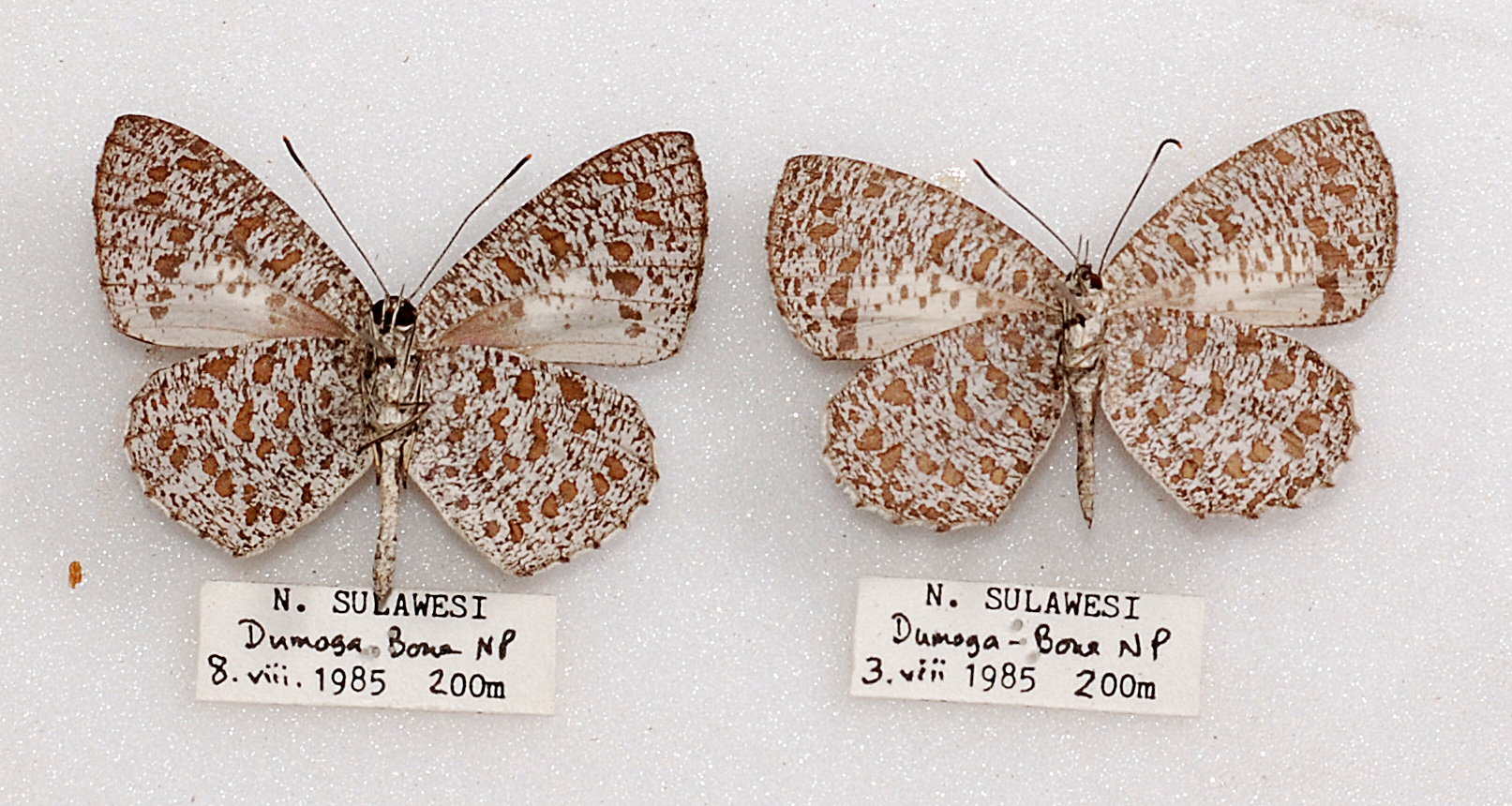
Underside, male (left) and female, N. Sulawesi, Alan Cassidy collection.

## Cited chú thích
1. 1 2  Vane-Wright R.I. & de Jong R., The Butterflies of Sulawesi, NMNH, 2003.